# Giancarlo De Carlo
Giancarlo De Carlo, född 12 december 1919, död 4 juni 2005, var en italiensk arkitekt.

## Biografi

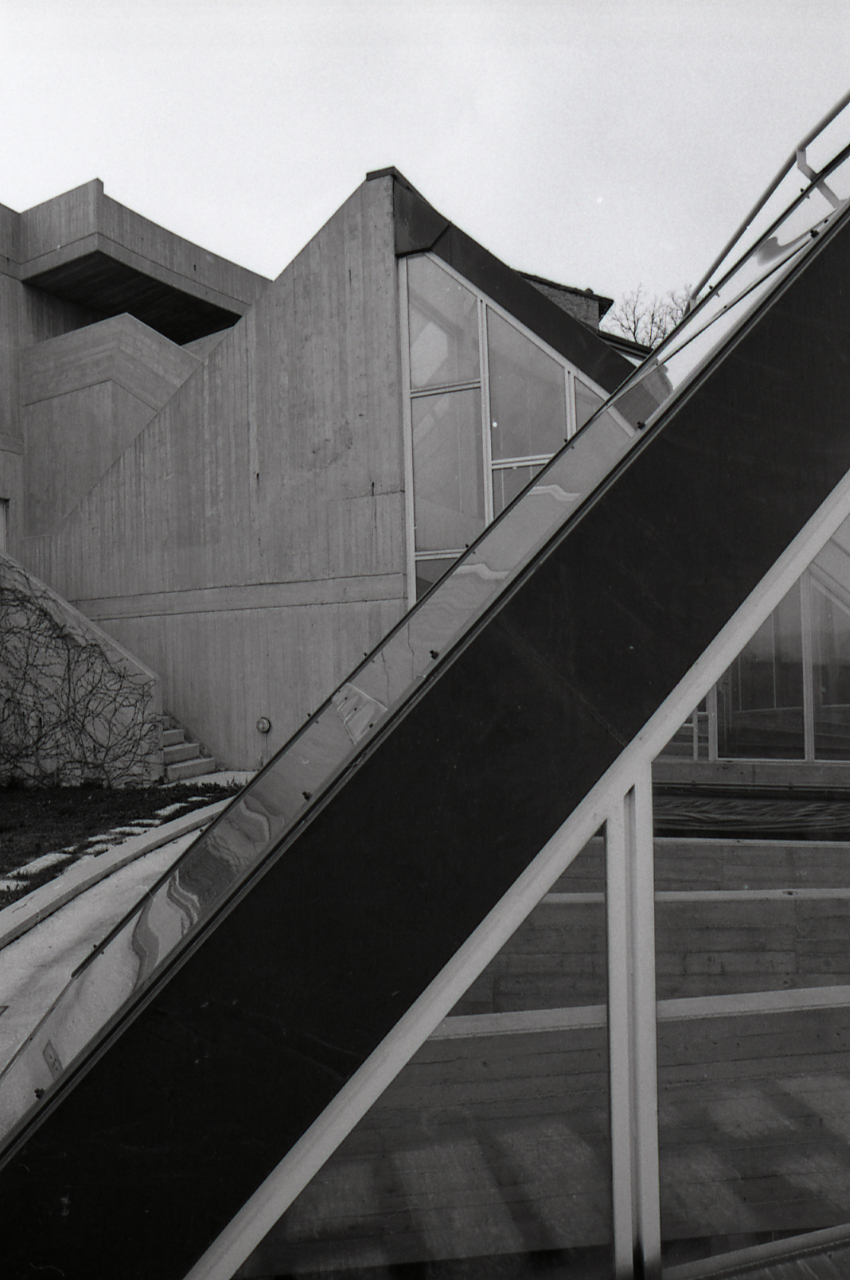
Utbildningsvetenskapliga fakulteten, Urbino.

De Carlo föddes i Genua och studerade arkitektur vid Instituto Universitario d'Architettura i Venedig och vid Politecnico i Milano mellan åren 1942 och 1949. Under denna tid blev han engagerad politiskt inom den frihetliga socialistiska rörelsen, vilket kom att påverka hans arkitektursyn och livsfilosofi. 
Under 1950-talet deltog han vid de sista CIAM-konferenserna och var också en av de tongivande vid bildandet av tankesmedjan Team X, tillsammans med bland andra Alison och Peter Smithson.
Under 1960-talet fick De Carlo en rad uppdrag i Italien som främst kretsade kring bostadsprojekt. De brutalistiska och strukturalistiska idealen från Team X är tydligt närvarande i dessa projekt. Han startade också den politiskt präglade arkitekturtidskriften Spazio e Societa.
Giancarlo De Carlo levde sina sista år i Milano, där han också avled.